# Pilea repanda
Pilea repanda es una especie de planta del género Pilea, perteneciente a la familia Urticaceae.

## Taxonomía
Pilea repanda fue descrita por Hugh Algernon Weddell en 1854.

## Distribución
Se encuentra en el territorio de Mauricio.